# Ніка-СМК
Ніка-СМК — український аматорський футбольний клуб з міста Богодухів Харківської області. Віцечемпіон Харківської області 2013 і 2024 років, володар Кубка Харківської області 2010 року, фіналіст Кубка області 2008 року. Дворазовий чемпіон зимової першості Харківської області 2007/2008 років.

## Історія
Команда була заснована 2007 року у місті Харків на базі Салтівського м'ясокомбінату. У сезоні 2008 року команда була укомплектована досвідченими футболістами О. Пахота («Металіст» Харків), О. Кирилов (вихованець харківського «Олімпіка»), Д. Павлюк («Комунальник» Луганськ), О. Чарковський (ФК «Полтава»), П. Бабенко («Динамо» Москва), О. Скомороха («Металіст-2» Харків), С. Алієв (ФК «Полтава»), О. Дзялик («Геліос» Харків), Є. Коваленко («Металіст-2» Харків). Цього року команда посіла четверте місце у Чемпіонаті Харківської області і стали фіналістами Кубка Харківської області.
2011 року «Ніка-СМК» виступала у Чемпіонаті Харківської області та у Кубку України серед аматорів. До команди приєднались досвідчені гравці Олег Шатіло («Геліос» Харків) та Артем Ахрамєєв («Металіст-2» Харків).
У сезоні 2013 року команда змінила назву на «Ніка» і представляла місто Богодухів, виграла Чемпіонат і Кубок Харкова та посіла друге місце у Чемпіонаті Харківської області. До команди додались три гравці, які мали досвід гри у вищих лігах. Олександр Собко виступав у 2005 році за казахстанський «Булат», Владислав Середа 2005 року виступав за «Металіст» та Євген Шаповалов зіграв у 2008 році 8 матчів за естонський клуб «Вапрус» (Пярну).
У 2014—2015 роках до команди приєднались досвідчений воротар Дмитро Жданков, захисник Юрій Буличов та івуарійський нападник Мусекела Маурі. 2014 року команда посіла 6 місце у Чемпіонаті області.